# Wereldkampioenschappen schoonspringen 2024 – eenmeterplank vrouwen
Het schoonspringen vanaf de eenmeterplank voor vrouwen tijdens de wereldkampioenschappen schoonspringen 2024 vond plaats op 2 februari 2024 in het Hamad Aquatic Centre in Doha, Qatar.

## Uitslag
De eerste twaalf deelnemers, hier aangegeven met groen, gingen door naar de finale.
| Rang   | Naam                        | Land                   | Voorronde | Voorronde | Finale        | Finale        |
| Rang   | Naam                        | Land                   | Punten    | Rang      | Punten        | Rang          |
| ------ | --------------------------- | ---------------------- | --------- | --------- | ------------- | ------------- |
| Goud   | Alysha Koloi                | Australië              | 240,00    | 6         | 260,50        | 1             |
| Zilver | Grace Reid                  | Verenigd Koninkrijk    | 242,55    | 3         | 257,25        | 2             |
| Brons  | Maha Amer                   | Egypte                 | 257,95    | 1         | 257,15        | 3             |
| 4      | Jette Müller                | Duitsland              | 236,95    | 8         | 253,70        | 4             |
| 5      | Arantxa Chávez              | Mexico                 | 232,80    | 10        | 249,70        | 5             |
| 6      | Hailey Hernandez            | Verenigde Staten       | 232,05    | 11        | 249,60        | 6             |
| 7      | Alison Gibson               | Verenigde Staten       | 240,45    | 5         | 249,35        | 7             |
| 8      | Kim Su-ji                   | Zuid-Korea             | 243,85    | 2         | 248,60        | 8             |
| 9      | Michelle Heimberg           | Zwitserland            | 230,95    | 12        | 248,50        | 9             |
| 10     | Emilia Nilsson Garip        | Zweden                 | 242,15    | 4         | 247,45        | 10            |
| 11     | Elena Bertocchi             | Italië                 | 239,95    | 7         | 236,55        | 11            |
| 12     | Elna Widerström             | Zweden                 | 233,35    | 9         | 235,50        | 12            |
| 13     | Paola Pineda                | Mexico                 | 230,85    | 13        | Uitgeschakeld | Uitgeschakeld |
| 14     | Naïs Gillet                 | Frankrijk              | 229,40    | 14        | Uitgeschakeld | Uitgeschakeld |
| 15     | Mia Vallée                  | Canada                 | 229,35    | 15        | Uitgeschakeld | Uitgeschakeld |
| 16     | Lauren Hallaselkä           | Finland                | 229,30    | 16        | Uitgeschakeld | Uitgeschakeld |
| 17     | Anna Santos                 | Brazilië               | 228,65    | 17        | Uitgeschakeld | Uitgeschakeld |
| 18     | Prisis Ruiz                 | Cuba                   | 227,80    | 18        | Uitgeschakeld | Uitgeschakeld |
| 19     | Kaja Skrzek                 | Polen                  | 225,55    | 19        | Uitgeschakeld | Uitgeschakeld |
| 20     | Lauren Burch                | Puerto Rico            | 215,25    | 20        | Uitgeschakeld | Uitgeschakeld |
| 21     | Aleksandra Błażowska        | Polen                  | 214,60    | 21        | Uitgeschakeld | Uitgeschakeld |
| 22     | Luana Lira                  | Brazilië               | 213,55    | 22        | Uitgeschakeld | Uitgeschakeld |
| 23     | Kim Na-hyun                 | Zuid-Korea             | 212,05    | 23        | Uitgeschakeld | Uitgeschakeld |
| 24     | Elizabeth Pérez             | Venezuela              | 208,55    | 24        | Uitgeschakeld | Uitgeschakeld |
| 25     | Madeline Coquoz             | Zwitserland            | 207,35    | 25        | Uitgeschakeld | Uitgeschakeld |
| 26     | Kimberly Bong               | Maleisië               | 205,80    | 26        | Uitgeschakeld | Uitgeschakeld |
| 27     | Elizabeth Roussel           | Nieuw-Zeeland          | 205,10    | 27        | Uitgeschakeld | Uitgeschakeld |
| 28     | Saskia Oettinghaus          | Duitsland              | 203,90    | 28        | Uitgeschakeld | Uitgeschakeld |
| 29     | Bailey Heydra               | Zuid-Afrika            | 201,35    | 29        | Uitgeschakeld | Uitgeschakeld |
| 30     | Caroline Kupka              | Noorwegen              | 199,30    | 30        | Uitgeschakeld | Uitgeschakeld |
| 31     | Ong Ker Ying                | Maleisië               | 198,00    | 31        | Uitgeschakeld | Uitgeschakeld |
| 32     | Brittany O'Brien            | Australië              | 194,10    | 32        | Uitgeschakeld | Uitgeschakeld |
| 33     | Chiara Pellacani            | Italië                 | 193,05    | 33        | Uitgeschakeld | Uitgeschakeld |
| 34     | Victoria Garza              | Dominicaanse Republiek | 183,15    | 34        | Uitgeschakeld | Uitgeschakeld |
| 35     | Zalika Methula              | Zuid-Afrika            | 181,05    | 35        | Uitgeschakeld | Uitgeschakeld |
| 36     | Tereza Jelínková            | Tsjechië               | 180,00    | 36        | Uitgeschakeld | Uitgeschakeld |
| 37     | Estilla Mosena              | Hongarije              | 178,95    | 37        | Uitgeschakeld | Uitgeschakeld |
| 38     | Sude Köprülü                | Turkije                | 167,30    | 38        | Uitgeschakeld | Uitgeschakeld |
| 39     | Laura Valore                | Denemarken             | 165,25    | 39        | Uitgeschakeld | Uitgeschakeld |
| 40     | Patrícia Kun                | Hongarije              | 156,40    | 40        | Uitgeschakeld | Uitgeschakeld |
| 41     | Ashlee Tan                  | Singapore              | 155,05    | 41        | Uitgeschakeld | Uitgeschakeld |
| 42     | Ivana Medková               | Tsjechië               | 148,55    | 42        | Uitgeschakeld | Uitgeschakeld |
| 43     | Tekle Sharia                | Georgië                | 148,30    | 43        | Uitgeschakeld | Uitgeschakeld |
| 44     | Chan Tsz Ming               | Hongkong               | 141,95    | 44        | Uitgeschakeld | Uitgeschakeld |
| 45     | Gladies Lariesa Garina Haga | Indonesië              | 135,65    | 45        | Uitgeschakeld | Uitgeschakeld |
| 46     | Mariam Shanidze             | Georgië                | 127,80    | 46        | Uitgeschakeld | Uitgeschakeld |
| 47     | Palak Sharma                | India                  | 117,65    | 47        | Uitgeschakeld | Uitgeschakeld |